# Моховое (Амурская область)
Моховое — упразднённое село в Свободненском районе Амурской области России. Исключено из учётных данных в 1974 году.

## География
Село располагалось на левом берегу реки Моховая (приток Голубой) в месте окончания пади Моховая, на расстоянии примерно 12 километров (по прямой) к юго-западу от села Рогачёвка.

## История
В 1930—1950-е годы действовал колхоз «Червоный белорус».
Решением Амурского исполкома от 7 июня 1974 года № 253, село Моховое исключено из учётных данных как несуществующее.